# رنه راست
رنه راست (انگلیسی: René Rast؛ زادهٔ ۲۶ اکتبر ۱۹۸۶) راننده خودروی مسابقه‌ای اهل آلمان است. او در مسابقات دی‌تی‌ام در سال‌های ۲۰۱۷، ۲۰۱۹ و ۲۰۲۰ به مقام قهرمانی رسیده است. آخرین فعالیت او در مسابقات فرمول ای بوده است. او قهرمانی کلی در مسابقات ۲۴ ساعته اسپا در سال‌های ۲۰۱۲ و ۲۰۱۴، مسابقات ۲۴ ساعته نوربرگ‌رینگ در سال ۲۰۱۴ و دو قهرمانی در کلاس‌های مختلف در مسابقات ۲۴ ساعته در سال‌های ۲۰۱۲ و ۲۰۱۶ را کسب کرده است.